# Bergesiden
Bergesiden is een plaats in de Noorse gemeente Grue, provincie Innlandet. Bergesiden telt 203 inwoners (2007) en heeft een oppervlakte van 0,13 km². Bergesiden ligt direct ten oosten van Kirkenær.
Bergesiden · Grinder · Kirkenær · Namnå